# Morena Beltrán
Morena Beltrán   (Haedo, 30 de gener de 1999) és una periodista esportiva i presentadora de televisió argentina. Va saltar a la fama el 2018 per publicar fils de Twitter on escrivia les seves anàlisis tàctiques sobre els partits de futbol més importants. A partir d'això, el canal esportiu ESPN la va contactar per a formar part de l'equip periodístic de diversos dels seus programes.

## Carrera professional
Als 18 anys, Morena Beltrán va començar els seus estudis en la carrera de periodisme esportiu en l'institut terciari DeporTEA, d'on es va graduar l'any 2020. Durant aquest temps, va començar a treballar escrivint i editant notes per a la pàgina web Sector bostero, per a la qual també va realitzar la cobertura de diferents partits dels rivals de Boca. Poc després, Beltrán va ser columnista en un programa radial titulat Enganche (2018) transmès per l'emissora Club Octubre i al seu torn realitzava fils de Twitter, on analitzava diversos partits de futbol, cosa que li va proporcionar una gran repercussió favorable en les xarxes socials i va captar l'atenció de diferents mitjans i plataformes de comunicació.
El març del 2019, Beltrán després de ser contactada a través d'Instagram per un productor d'ESPN, va començar la seva carrera en televisió conduint al costat de Pablo Ferreira el programa SportsCenter en la seva edició del migdia. Poc després, va formar part del panell del programa ESPN Fútbol Club al costat de Fernando Carlos i Francisco Cánepa. Per a tots dos programes, es va encarregar de realitzar la cobertura presencial de la Copa Sud-americana 2019 i de la Ligue 1 2019-20.
El febrer del 2020, Beltrán va tornar a la presentació de SportsCenter al costat d'Agostina Scalise, però en la seva edició nocturna, la qual cosa va marcar història en la televisió argentina, ja que va ser el primer informatiu esportiu conduït per dues dones. Al setembre del mateix any, Morena va ser convocada per a formar part de la segona edició del programa ESPN F90, conduït per Sebastián Vignolo, en el rol de panelista. Poc després, la marca esportiva alemanya Puma va nomenar Beltrán com una de les seves ambaixadores a l'Argentina.
El maig del 2021, Beltrán va tornar a l'edició de la mitjanit del noticiari SportsCenter en companyia de Juan Marconi. Al començament del 2022, Morena es va integrar al panell del programa Equipo F conduït per Vignolo, que funciona com el reemplaçament de la segona edició d'ESPN F90.

## Televisió
| Any                        | Títol                                | Paper        | Notes       |
| -------------------------- | ------------------------------------ | ------------ | ----------- |
| 2019-actualitat            | SportsCenter                         | Presentadora |             |
| 2019                       | ESPN Fútbol Club                     | Panelista    |             |
| 2020-2022, 2023-actualitat | ESPN F90                             | Panelista    |             |
| 2022-actualitat            | Equipo F                             | Panelista    |             |
| 2022-actualitat            | Liga Profesional de Fútbol Argentino | Periodista   | Camp de joc |

## Ràdio
| Any  | Títol    | Paper      | Emissora             |
| ---- | -------- | ---------- | -------------------- |
| 2018 | Enganche | Columnista | FM 94.7 Club Octubre |

## Premis i nominacions
| Any       | Organització                   | Categoria                           | Treball      | Resultat   | Ref(s) |
| --------- | ------------------------------ | ----------------------------------- | ------------ | ---------- | ------ |
| 2019      | Premis Estímul                 | Millor tasca audiovisual            | SportsCenter | Guanyadora | [ 12 ] |
| 2019/2020 | Premios Martín Fierro de Cable | Millor tasca periodística esportiva | ESPN         | Nominada   | [ 13 ] |